# Alojzij Carli
Alojzij Carli - Lukovič (kárli), slovenski rimskokatoliški duhovnik, prevajalec in pisatelj, * 3. marec 1846, Tolmin, † 28. november 1891, Most na Soči.

## Življenje in delo
Carli je leta 1871 končal študij bogoslovja v Gorici. Kot duhovnik je služboval predvsem na Primorskem: v Vipavskem Križu, Mirnu in Sveti Luciji, nato na Mostu na Soči. 
Po zgledu romantičnih romanov o prvih začetkih krščanstva je napisal povesti: Evfemija (1874) in Zadnji dnevi v Ogleju (1876). Slednjo povest je Carli označil za »izviren roman iz petega stoletja«. Gre pa za romantično zgodbo, postavljeno v čas propadanja rimskega cesarstva. V delu se pojavi tudi hunski vladar Atila. Carli je objavil tudi več zgodovinskih spisov, npr. Tolmin kot kraj in okraj (1874).